# Chionea (Chionea) lyrata
Chionea (Chionea) lyrata is een tweevleugelige uit de familie steltmuggen (Limoniidae). De soort komt voor in het Nearctisch gebied.